# 음성 어재연·어재순 묘소
음성 어재연·어재순 묘소(陰城 魚在淵·魚在淳 墓所)는 충청북도 음성군 대소면에 있는 조선시대의 무덤이다. 2014년 10월 2일 충청북도의 기념물 제162호로 지정되었다.

## 개요
신미양요(1871년) 당시 광성보 전투에서 전사한 강화 유수부 병영인 진무영 중군 어재연과 형을 따라 자진 참전하여 순절한 동생 어재순의 묘소이다.
묘소가 자리한 좌우 능선은 토성이고 성내는 경작지에서 통일신라 후기 이래의 기와, 토기, 자기조각이 많이 발견되는 유물 산포지를 이룬다.

## 같이 보기
- 어재연
- 신미양요